# Carl Krauch

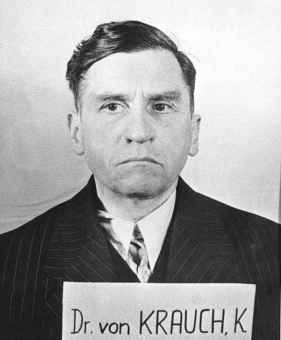
Carl Krauch durante os Julgamentos de Nuremberg

Carl Krauch (7 de abril de 1887 — 3 de fevereiro de 1968) foi um químico, industrial e criminoso de guerra nazista.
Foi um executivo da BASF (depois IG Farben). Foi fundamental como implementador do plano de quatro anos do Reich para atingir auto-suficiência econômica nacional e promover a produtividade industrial. Foi senador da Sociedade Kaiser Wilhelm e professor honorário da Universidade de Berlim. Foi condenado no Processo IG Farben após a Segunda Guerra Mundial e sentenciado a seis anos de prisão.
Recebeu a Medalha Leibniz de 1942.